# Hilde Van Wesepoel
Hilde Van Wesepoel (Dendermonde, 12 juli 1969) is een Vlaamse actrice.
Hilde Van Wesepoel studeerde in 1998 af aan de afdeling Dramatische Kunst van het Koninklijk Conservatorium van Brussel. Ze speelde voor- en nadien in diverse musicals.
Van 2001 tot 2017 speelde ze de rol van verpleegster Linda De Smet in de soap Familie. Verder is ze lid van de a capella-zanggroep Toesj, bestaande uit drie andere zangeressen en een man die beatboxt. Van 2018 tot 2022 vertolkt ze Julia in de musical 40-45 en is ze understudy.

## Musicals
- My Fair Lady (1995) - Eliza Doolittle
- Company A Musical - Comedy (1999, Koninklijk Ballet van Vlaanderen)
- Camelot (2001) - Guinevère
- Zaad van Satan (2002) - Kathelijne Slijpers
- '40-'45 (2018-2022) - Julia
- Daens (2020-2022) - Nora Scholliers
- Vergeet Barbara (2022-2023) - Simonne
- Red Star Line (2023-2024) - Zulma